# HMS Concord (1916)
Pour les autres navires du même nom, voir HMS Concord.
Le HMS Concord est un croiseur léger de classe C de la Royal Navy qui a été en service pendant la Première Guerre mondiale. Il faisait partie du groupe Centaur de la classe C.
Le 25 décembre 1918, Ignacy Jan Paderewski, pianiste et compositeur polonais, membre du Comité national polonais réorganisant l’État polonais après 123 ans de partition, arrive à Gdańsk (Dantzig) à bord du HMS Concord, en route vers Poznań et Varsovie. Il forme le premier Cabinet de la Pologne qui, le 26 janvier 1919, organise les premières élections.

## Conception
L’Empire ottoman avait commandé une paire de croiseurs éclaireurs en 1914. Lorsque la Première Guerre mondiale a commencé, leur construction a été interrompue. Une quantité considérable de matériaux avait déjà été préparée, et une grande partie de ce matériel a été utilisé dans la construction du HMS Concord et de son sister-ship HMS Centaur. Le HMS Concord a été construit par Vickers Limited. Sa quille fut posée  en février 1915 et il a été lancé le 1er avril 1916.

## Carrière

### Première Guerre mondiale
Après avoir été mis en service dans la Royal Navy en décembre 1916, le HMS Concord a été affecté à la 5e escadre de croiseurs légers, qui a opéré dans le cadre de la Harwich Force en mer du Nord pour défendre les approches orientales du pas de Calais et de la Manche. Il reste dans l’escadre jusqu’à la fin de la guerre en novembre 1918 et au-delà, jusqu’en mars 1919. Après l’armistice, il visite la mer Baltique, où ses fonctions incluent une visite de courtoisie à Copenhague avec le HMS Cardiff en décembre 1918, et la libération des prisonniers de guerre britanniques de Dantzig le 25 décembre 1918 et de Stettin le 1er janvier 1919.

### Après-guerre
Le HMS Concord est réarmé en octobre 1919 à Devonport pour servir dans la 3e Escadre de croiseurs légers de la Mediterranean Fleet, recommissionné en août 1921 pour continuer ce service jusqu’en juillet 1923, date à laquelle il est déclassé.
Après avoir subi une remise en état à Devonport, le HMS Concord est réaffecté en mai 1924 pour retourner à la Mediterranean Fleet pour un service supplémentaire avec la 3e Escadre de croiseurs légers. En 1925, il a été rattaché à la station australienne où il a remplacé le HMAS Brisbane, puis de 1925 à 1926 à la China Station. Il retourne en Méditerranée à la 3e Escadre de croiseurs légers en 1926, et y reste en service jusqu’à sa mise hors service. Il est transféré à la Flotte de réserve et est placé en réserve à Portsmouth en octobre 1927. Il retourne en service pour transporter des troupes en Chine en février 1928 et, d’octobre à novembre 1928, subit une remise en état. Il est ensuite affecté à l’École des signaux de Portsmouth, où il reste en service jusqu’en janvier 1933. Après la mort en exil du roi Manuel II du Portugal, il transporte son cercueil à Lisbonne, au Portugal, le 2 août 1932.
Le HMS Concord fut mis hors service en janvier 1933 et placé sous le contrôle du chantier naval.

### Élimination
Le HMS Concord a été placé sur la liste de vente en novembre 1934 et a été vendu pour la démolition en août 1935. Il arrive le 16 septembre 1935 aux chantiers de Metal Industries de Rosyth, en Écosse, pour être démantelé.